# Le diaboliche (film)
Le diaboliche è un film italiano del 1989, diretto da Luigi Russo, noto anche col titolo Dangerous Women.

## Trama
Per ereditare l'ingente patrimonio di una ricchissima donna invalida, la servitù decide di allearsi per accelerarne il decesso. Particolarmente attiva in tal senso è l'avida domestica Vivienne che, riuscita nell'intento, intende poi eliminare tutti gli altri coeredi per essere la sola beneficiaria: nessuno sopravviverà al diabolico piano.